# Непсте
Не́псте (ест. Nepste küla) — село в Естонії, у волості Гяедемеесте повіту Пярнумаа.

## Населення
Чисельність населення на 31 грудня 2011 року становила 37 осіб.

## Географія
Поблизу села проходить автошлях 334 (Лайксааре — Массіару — Теасте).